# San Leonardo Murialdo
San Leonardo Murialdo é uma igreja de Roma localizada na Via Salvatore Pincherle, 144, no quartiere Ostiense. É dedicada a São Leonardo Murialdo.

## História
Esta paróquia tem sua origem em uma diaconia da igreja mãe de San Paolo fuori le Mura criada em 1958. Ela se tornou independente em 15 de janeiro de 1964 e foi colocada sob o comando da congregação dos Josefinos de Murialdo. A nova igreja foi construída em 1978 com base num projeto de Giuseppe Forti, dedicada ao fundador da congregação, São Leonardo Murialdo, e consagrada pelo monsenhor Clemente Riva em 23 de abril de 1988. Quatro anos depois, em 22 de março de 1992, o papa São João Paulo II a visitou. Em 2002, a paróquia de San Paolo foi suprimida e San Leonardo herdou boa parte do antigo território.

## Descrição
No exterior, a igreja é precedida por um grupo de esculturas de Michele Greco realizado em 1987. A igreja faz parte de um edifício maior que incorpora outras estruturas sociais e paroquiais, incluindo um centro para a juventude. Apesar de seu formato complexo, o interior tem uma nave única com planta central construído em concreto armado aparente e piso de terracota. Diversas estátuas de santos decoram o ambiente, que é iluminado por vitrais coloridos representando o santo padroeiro da igreja.